# Ophiomyia fastosa
Ophiomyia fastosa este o specie de muște din genul Ophiomyia, familia Agromyzidae, descrisă de Spencer în anul 1969. Conform Catalogue of Life specia Ophiomyia fastosa nu are subspecii cunoscute.